# Hiro Matsuda
Yasuhiro Kojima (小島 泰弘 Kojima Yasuhiro), (født 22. juli 1937, død 27. november 1999) var en japansk-amerikansk fribryder og træner, bedst kendt under sit rign-navn Hiro Matsuda. Han trænede mange professionelle fribrydere, herunder Hulk Hogan, The Great Muta, "Mr. Wonderful" Paul Orndorff, Scott Hall, Lex Luger, "Cowboy" Bob Orton og Ron Simmons.